# South Africa Act 1909
South Africa Act 1909, lång titel: "An Act to constitute the Union of South Africa", antogs av Storbritanniens parlament 1909, och ledde till skapandet av Sydafrikanska unionen den 31 maj 1910 genom sammanslagning av Kapkolonin, Natalkolonin, Orangefloden-kolonin och Transvaalkolonin. Genom beslutet möjliggjordes det också för Sydrhodesia att bli en femte provins, men detta förslag röstades bort vid en folkomröstning 1922. Tidigare hade liknande beslut tagits 1867 genom British North America Act, som förenade de tre provinserna Kanada, New Brunswick och Nova Scotia, och år 1900 genom Constitution of Australia Act, som förenade kolonierna i Australien.

### Fotnoter
1. ↑  ”The Union of South Africa South Africa Act 1909” (på engelska). Media Law. 11 mars 1909. Arkiverad från originalet den 22 mars 2023. https://web.archive.org/web/20230322104730/https://media.law.wisc.edu/s/c_8/jzhy2/cbsa1.pdf. Läst 11 maj 2014.